# Kalulushi
Kalulushi est une ville de la province de Copperbelt au centre de la Zambie. Sa population s'élève à 96 206 habitants en 2010.

## Étymologie
Le non de la ville tirerait son origine d'une anecdote légendaire : deux hommes chassaient dans la région. Le premier, apercevant un lapin, cria "kalulu" (qui est le nom du lapin en langue locale), tandis que son compagnon lui répondit "chut !" pour éviter de le faire fuir. Ainsi serait né le nom de la localité.

## Historique
La ville fut fondée en 1953 en tant que ville minière, pour les travailleurs des mines voisines de cuivre et de cobalt de Chibuluma. Elle devint officiellement ville en 1958. Elle se situe à environ 14 kilomètres de Kitwe, la ville ferroviaire la plus proche. Elle se trouve à environ 1 260 mètres d'altitude. Le principal employeur est la ZCCM (Zambia Consolidated Copper Mines). La Réserve forestière de Chati située à l'est de la ville possède de nombreuses plantations d'eucalyptus, de pins tropicaux, et d'autres espèces fournissant du bois pour l'industrie.

Exploitation du sable.
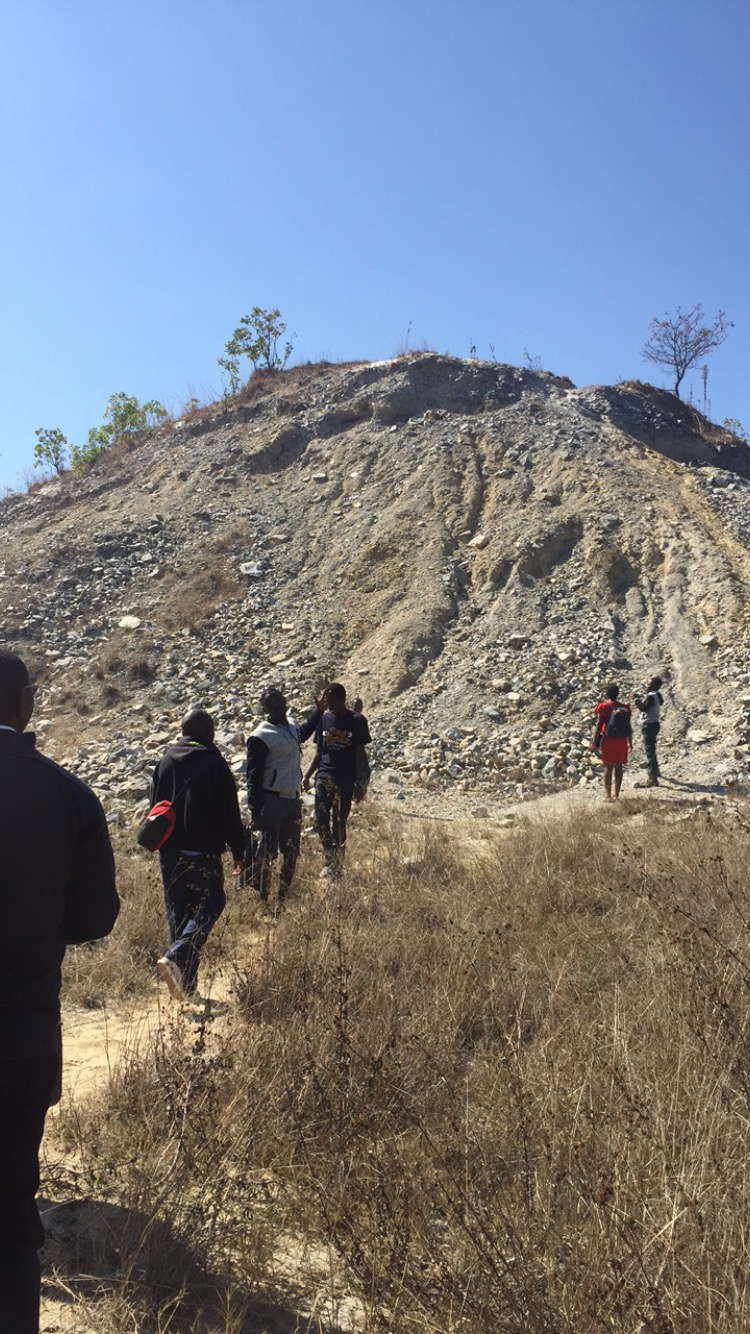
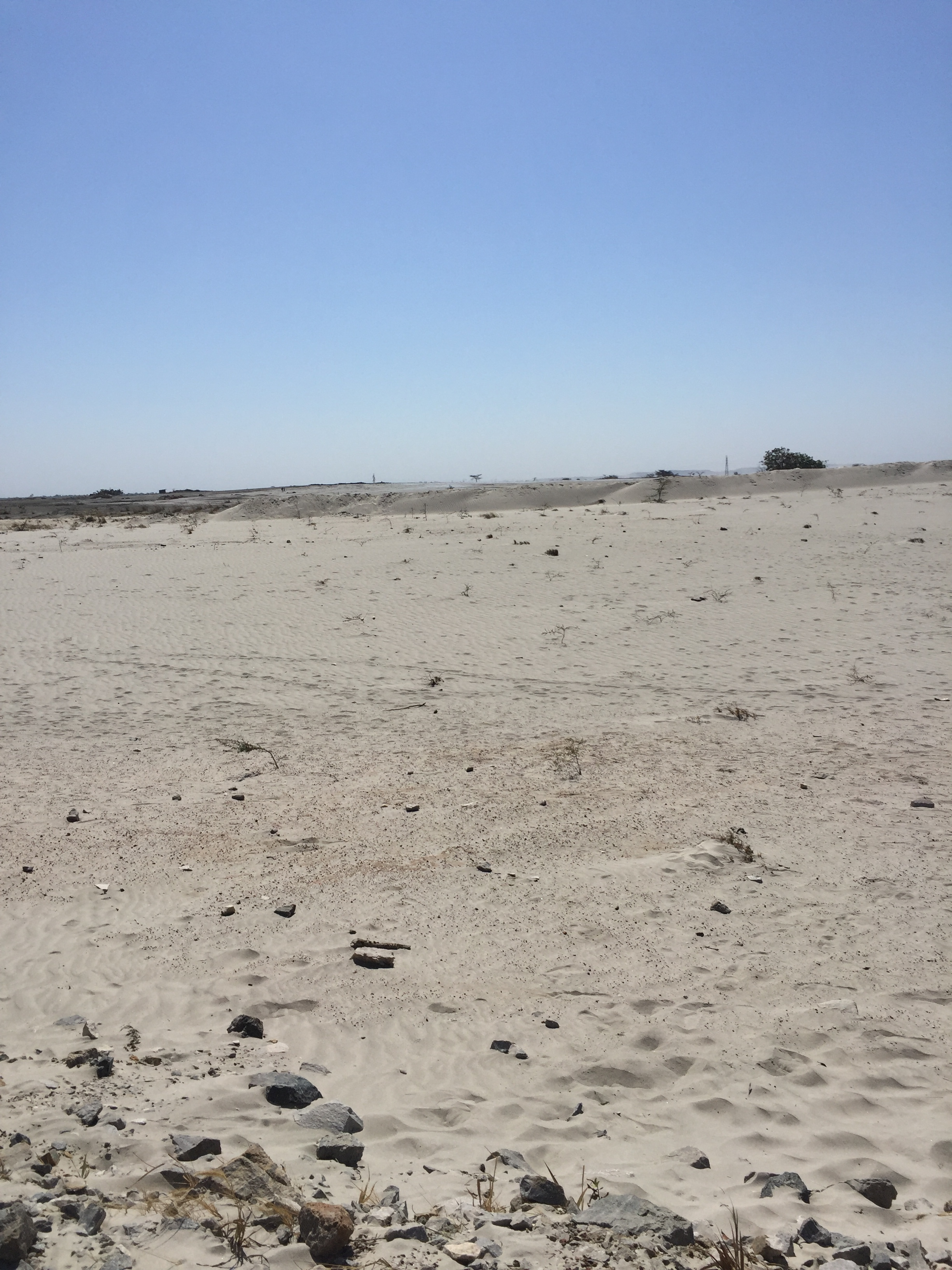
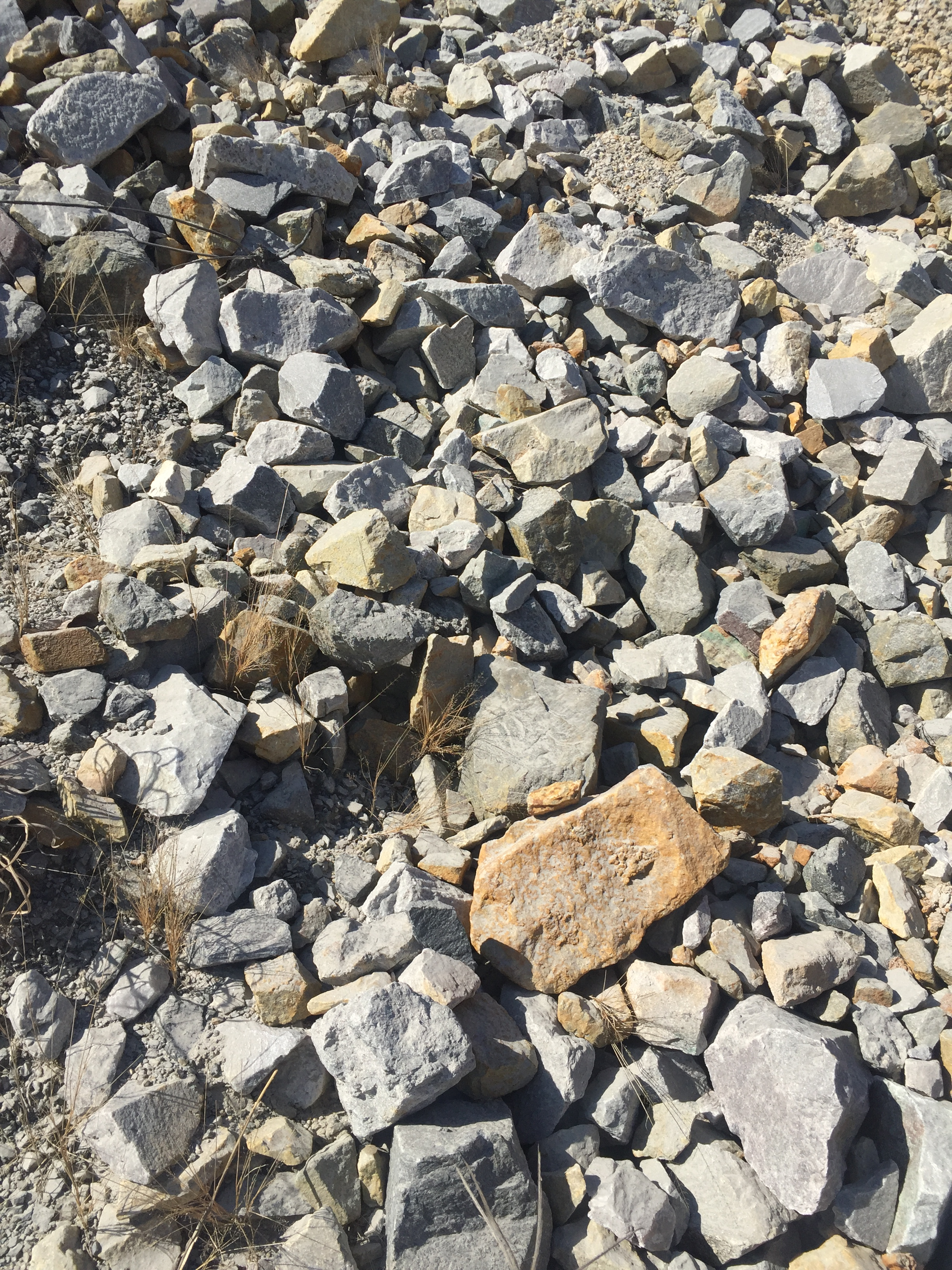